# Andropolia submissa
Andropolia submissa là một loài bướm đêm trong họ Noctuidae.